# Анерон
Анерон (фр. Anneyron) насеље је и општина у источној Француској у региону Рона-Алпи, у департману Дром која припада префектури Валанс.
По подацима из 2011. године у општини је живело 3.861 становника, а густина насељености је износила 106,57 становника/km². Општина се простире на површини од 36,23 km². Налази се на средњој надморској висини од 210 метара (максималној 372 m, а минималној 165 m).

## Демографија
| 1962. | 1968. | 1975. | 1982. | 1990. | 1999. | 2011. |
| ----- | ----- | ----- | ----- | ----- | ----- | ----- |
| 2.519 | 2.746 | 2.895 | 2.864 | 3.038 | 3.319 | 3.861 |

График промене броја становника у току последњих година